# 代尼肯
代尼肯（德語：Däniken）是瑞士索洛圖恩州的一个市镇，位於該國北部，面積5.41平方公里，海拔高度382米，截至2018年12月31日总人口为2,851人。

## 外部連結
- Official website （德文）